# Renée Marie Steenge
Renée Marie Steenge (* 7. Oktober 1998 in Etobicoke) ist eine kanadische Shorttrackerin.

## Werdegang
Steenge begann im Alter von neun Jahren mit dem Shorttrack und trat international erstmals bei den Juniorenweltmeisterschaften 2017 in Innsbruck in Erscheinung. Dort lief sie auf den 15. Platz im Mehrkampf und auf den vierten Rang mit der Staffel. In der Saison 2022/23 nahm sie erstmals am Shorttrack-Weltcup teil und errang viermal den zweiten Platz mit der Staffel. Zudem holte sie in Dordrecht mit der Staffel ihren ersten Weltcupsieg. Bei den Weltmeisterschaften 2023 in Seoul belegte sie den 27. Platz über 500 m und gewann mit der Staffel die Bronzemedaille. Außerdem holte sie bei den Vier-Kontinente-Meisterschaften 2023 in Salt Lake City die Bronzemedaille mit der Mixed-Staffel und die Silbermedaille mit der Staffel. In der folgenden Saison siegte sie in Montreal mit der Staffel und holte bei den Weltmeisterschaften 2024 in Rotterdam erneut die Bronzemedaille mit der Staffel. Zudem kam sie dort auf den 13. Platz über 1500 m und auf den fünften Rang mit der Mixed-Staffel.

## Erfolge

### Weltmeisterschaften
- 2023 Seoul: 3. Platz Staffel, 27. Platz 500 m
- 2024 Rotterdam: 3. Platz Staffel, 5. Platz Mixed-Staffel, 13. Platz 1500 m

### Vier-Kontinente-Meisterschaften
- 2023 Salt Lake City: 2. Platz Staffel, 3. Platz Mixed-Staffel, 7. Platz 500 m, 8. Platz 1000 m

### Platzierungen im Weltcup

#### Weltcupsiege im Team
| Nr. | Datum            | Ort         |
| --- | ---------------- | ----------- |
| 1.  | 12. Februar 2023 | Dordrecht 1 |
| 2.  | 22. Oktober 2023 | Montreal 2  |
| 3.  | 2. November 2024 | Montreal 3  |

#### Weltcup-Gesamtplatzierungen
| Saison  | Gesamt | Gesamt | 500 m  | 500 m | 1000 m | 1000 m | 1500 m | 1500 m |
| Saison  | Punkte | Platz  | Punkte | Platz | Punkte | Platz  | Punkte | Platz  |
| ------- | ------ | ------ | ------ | ----- | ------ | ------ | ------ | ------ |
| 2022/23 | 283    | 21.    | 113    | 17.   | 60     | 30.    | 110    | 16.    |
| 2023/24 | 275    | 22.    | 136    | 16.   | 30     | 39.    | 109    | 18.    |

### Persönliche Bestzeiten
| Distanz | Zeit         | Datum            | Ort     |
| ------- | ------------ | ---------------- | ------- |
| 500 m   | 42,953 s     | 11. Februar 2024 | Dresden |
| 1000 m  | 1:29,389 min | 4. Februar 2023  | Dresden |
| 1500 m  | 2:24,721 min | 9. Dezember 2022 | Almaty  |